# Helius (Rhampholimnobia) japenensis
Helius (Rhampholimnobia) japenensis is een tweevleugelige uit de familie steltmuggen (Limoniidae). De soort komt voor in het Australaziatisch gebied.